# Кавказский крот
Кавказский крот (лат. Talpa caucasica) — вид насекомоядных млекопитающих из семейства кротовых. По величине и окраске меха похож на европейского крота, но глаза у него рудиментарные и скрыты под тонкой кожей. Главное отличие — в его кариотипе 38 хромосом (а не 34 или 36, как у других видов). Размеры средние: длина тела 10—14 см, длина хвоста 2,5—3,2 см; масса тела 40—95 г. Мех бархатистый; после линьки интенсивно чёрный, блестящий, по мере изнашивания тускнеет и становится буровато-чёрным. Зубы довольно крупные.
Распространён кавказский крот в западных и центральных частях Предкавказья, Кавказского хребта и Закавказья и в прилегающих к Чёрному морю районах Турции. На востоке Кавказского перешейка его нет. Встречается практически во всех лесных и горнолуговых биотопах, но наиболее многочисленен в поясе широколиственных лесов. Подобно всем кротам устраивает под землёй сложную систему ходов, которые делятся на главные, примыкающие к гнездовой камере, и кормовые (поверхностные и глубинные). Во влажных почвах поверхностные ходы располагаются на глубине 5 см, в плотных и сухих — 8—20 см. В поисках корма может уходить на глубину до 1 м.
Питается кавказский крот преимущественно дождевыми червями; другие виды кормов (личинки жуков, многоножки) потребляет реже. В сутки съедает 30—40 г пищи.
Как и малый крот, кавказский крот размножается в феврале. Молодые родятся с конца марта по конец апреля. В году 1 выводок, в среднем из 3 детёнышей. Молодые становятся самостоятельными в возрасте 30—40 дней.
Кавказский крот — обычный, многочисленный вид.